# 大叶长毛香科科
大叶长毛香科科（学名：Teucrium pilosum var. macrophyllum）为唇形科香科科属下的一个变种。

## 扩展阅读
- 維基物種上的相關：大叶长毛香科科